# متلازمة تيموثي
متلازمة تيموثى نادرة {1مسيطرة جسمية {/1} يتميز بالتشوهات الجسدية، فضلا عن العيوب والتنموية العصبية، بما في ذلك القلب ،اطالة كيو تي، والقلب عدم انتظام ضربات القلب، وعيوب القلب الهيكلي، ارتفاق الأصابع (حزام من أصابع اليدين والقدمين)، والتوحد اضطرابات الطيف.
متلازمة تيموثى غالبا ما تنتهي بالموت المبكر.

## العلامات والأعراض
أكبر ما ضربتة متلازمة تيموثي هوالمشاركة في حدوث كل ارتفاق الأصابع (~ 0،03 ٪ من الولادات)، ومتلازمة كيوتى الطويلة (1 ٪ سنويا) في مريض واحد. أعراض أخرى شائعة من متلازمة تيموثي وعدم انتظام ضربات القلب (94 ٪)، والتشوهات في القلب (59 ٪)، التوحد أو اضطراب طيف التوحد (80 ٪ من البقاء على قيد الحياة لفترة كافية للتقييم). ديسمورفولوجييس مثل أنوف بالأرض كما يحدث في ما يقرب من نصف المرضى. الأطفال الذين يعانون من هذا الاضطراب لديهم أسنان صغيرة، وذلك بسبب طلاء المينا الفقراء، هم عرضة لتسوس الأسنان وغالبا ما تتطلب الإزالة. ومتوسط سن الوفاة بسبب مضاعفات من هذه الأعراض هو 2،5 سنوات.
متلازمة تيموثى تاخذ إلى حد كبير الأعراض نفس الشكل الكلاسيكي. الاختلافات في شكل غير نمطي هي عدم وجود ارتفاق الأصابع، وجود مشاكل في العضلات والعظام (المفاصل خاصة المرونة الذائدة)، والرجفان الأذيني. المرضى الذين يعانون من متلازمة تيموثي لديهم أيضا تشوهات الوجه أكثر، بما في ذلك جباههم وألسنتهم جاجظة. وأخيرا، كان المريض في نمطية واحدة من متلازمة تيموثي وجود تباين هيئة التنمية فيها عادة المتقدمة كان لها الجزء العلوي من الجسم (وهذا من 6 عاما)، في حين النصف السفلي من جسمها يشبه 2 حتي 3 سنوات من العمر. أو [4]
الأطفال الذين يعانون من متلازمة تيموثي تميل إلى ان تكون ولدت عن طريق عملية قيصرية بسبب ضعف الجنين. [1] [2]

## التشخيص
ويلاحظ ارتفاق الأصابع وتشوهات أخرى وعادة ما يشخص عند الولادة. كيو تي الطويلة أحيانا يقدم نفسه على أنه في بعض الأحيان لدية مضاعفات عملية جراحية لتصحيح ارتفاق الأصابع. وفي أحيان أخرى، انهيار الأطفال تلقائيا أثناء اللعب. في جميع الحالات المؤكدة هو الحال مع قياسات تخطيط القلب. تسلسل جينات كاكناك يؤكد مواصلة التشخيص.

## الفيزيولوجيا المرضية

متلازمة تيموثي له نمط وراثي جسمي قاهر من المظهر.

وهناك نوعان من متلازمة تيموثي، الكلاسيكية (نوع - 1) وغير نمطية (نوع - 2). تسبب كلاهما من الطفرات في كاكناك، ترميز الجينات قناة الكالسيوم الخامس الكالسيوم 1،2 الوحيدα. متلازمة تيموثى في جينات كاكناك سبب تاخر اغلاق القناة ومن ثم زيادة القلوية، الاستثارة.
ومتلأزمات تيموثي تسببت على حد سواء الكلاسيكية الطفرات في كاكناك. هذه الطفرات في اكسون 8 (شكل غير نمطية) واكسون 8A (الشكل الكلاسيكي)، وهي تقسم بدلا من اكسون. واعرب بشكل كبير عن اكسون 8 في القلب والدماغ والجهاز الهضمي والرئتين والجهاز المناعي والعضلات الملساء. وأعرب عن اكسون 8 أيضا في هذه المناطق ومستوى ما يقرب من 5 أضعاف من التعبير عن8ا اكسون.
هناك طفرة واحدة وجدت في المرضى الذين يعانون من متلازمة كاك الكلاسيكية، ج406ر، تقع على بعد 6 الماضي الغشاء الذي يمتد جزء من المجال (د1س6). وجليكاين المحفوظ في هذا الموقف يبدو أمرا حيويا لتعطيل الجهد المبذول في ذلك الموقف السليم. [3] طفرات متلازمة تيموثى مماثلة، واحد يجري الطفرة ج406ر متطابقة في شكل لصق الأخرى والطفرة الثانية هي ج402س، وتقع في بعض الأحماض الأمينية المنبع. وتؤثر هذه التغيرات على وظيفة قناة لطفرة في ج406ر في متلازمة تيموثي الكلاسيكية. [4] ومتلأزمات تيموثى المتطابقة تعمل على عدم حدوث النوم المطول وعدم الستقطاب أثناء كاردياك الجهد المبذول وهذا يؤدي إلى متلازمة كيو تي الطويلة وعدم انتظام ضربات القلب الناتجة. لأن اكسون 8 وأكثر تعبيرا في القلب مقابل 8A اكسون، سادت المرضى الذين يعانون من متلازمة تيموثي عيوب القلب مقارنة بأولئك الذين حصلوا على الشكل الكلاسيكي.

## العلاج
وعادة ما تستخدم الجراحة لتصحيح عيوب القلب الهيكلي وارتفاق الأصابع. بروبانلول أو حاصرات بيتا الأدرينالية توصف في كثير من الأحيان، فضلا عن ادراج تنظيم ضربات القلب السليم للحفاظ على إيقاع القلب. مع توصيف الطفرات في متلازمة تيموثي مشيرة إلى أنها تسبب تشوهات في الكالسيوماواقترح ان يكون مغلق قناة الكالسيوم تاثر كعامل علاجى،. [4]

## المردود العلاجي المتوقع
ان تشخيص حالة المرضى المصابين بمتلازمة تيموثي فقير جدا. من 17 طفلا تم التحليل في دراسة واحدة، توفي 10 من متوسط اعمار 2،5 سنة. تلك الذين لم يبقوا على قيد الحياة، وتشخيص 3 كشف التوحد، واحد مع التوحدو اضطراب الطيف، وآخر كان شديد التأخر في تطور اللغة. [3] المريض مع متلازمة تيموثي المتطابقة واحد طبيعي إلى حد كبير مع استثناء عدم انتظام ضربات القلب. [4] وبالمثل، والدة اثنين من مرضى متلازمة تيموثي عانت أيضا طفرة ولكنها تفتقر إلى أي نمط ظاهري واضح. في كل من هذه الحالات، ومع ذلك، عدم وجود خطورة من هذا الاضطراب كان بسبب الأصباغ.

## تاريخ الهيموجلوبين السكرى
ولاحظ بعض من الذين يعانون من متلازمة تيموثي المتطابقة وصفت في 1990س. ومع ذلك، تم ربطه مع تشوهات قناة الكالسيوم في عام 2004، وكان اسمه من ثم «متلازمة تيموثى» تكريما لدكتور كاثرين جورج تيموثى، الذي كان من بين أول الدكاترة المحددين للحالة وأجرى الكثير من التحليلات التي كشفت تشوهات أخرى. [3]

## الوصلات الخارجية
- المادة في فوكس.اتش ام اس. هارفارد.ايديوكاشين
- مرجع جين/ نكبي / المعاهد الوطنية للصحة دخول اتحاد الحرية / حول متلازمة تيموثي